# Amanda Sampedro Bustos
Amanda Sampedro Bustos (Madrid, 26 de juny de 1993) és una jugadora de futbol, migcampista, internacional amb Espanya, amb la qual ha arribat als quarts de finals de l'Eurocopa 2013. Amb la selecció sub-17 va ser campiona de l'Eurocopa i semifinalista del Mundial, i amb la sub-19 subcampiona de l'Eurocopa.
Formada com a futbolista a les categories inferiors de l'Atlètic de Madrid, va debutar amb l'equip el 2008 i és la seva capitana des del 2010. Ha guanyat tres Lligues i una Copa de la Reina, i és la jugadora que més partits ha jugat al club, amb més de 400 trobades.
És internacional amb la selecció absoluta d'Espanya, i és una de les seves capitanes. Amb les categories inferiors ha estat campiona d'Europa sub17 i subcampiona d'Europa sub19 i medallista de bronze en un Mundial sub17. Amb la selecció absoluta va guanyar una Copa Algarve i una Copa Xipre.
A l'informe del Mundial sub-17 de Trinitat i Tobago la van definir com una "jugadora molt creativa que busca el contrari; sap distribuir el joc i disposa de gran tècnica individual".

## Trajectòria
Amanda es va iniciar al futbol veient partits amb el seu pare a la televisió. Es va apuntar a l'equip del seu col·legi, el Mater Amabilis, en veure un cartell on buscaven jugadors de futbol sala. Va començar a jugar a l'equip del seu barri, el Mar Obert, en un equip de nens. Va arribar a jugar a la primera divisió autonòmica, sent l'única noia de l'equip. El seu somni era jugar a l'Atlètic de Madrid i malgrat que va tenir altres ofertes, va esperar que el club el cridés. Va arribar a l'Atleti l'any 2002, i va jugar al mar Obert mentre entrenava a l'Atlètic Femení fins que per la reglamentació no va poder continuar jugant amb nois. Va tenir l'oportunitat de fitxar pel Rayo Vallecano masculí, però el pare la va convèncer per quedar-se a l'Atlètic.
Va debutar de la mà de María Vargas amb el primer equip de l'Atlètic de Madrid el 23 de setembre del 2007, amb 14 anys, en substituir Recarte a la tercera jornada de lliga davant l'Irex Puebla, marcada per l'absència de les internacionals sub- 19. En aquesta trobada van remuntar al descompte i van guanyar per 1-2. Va tornar a disposar de minuts a la següent jornada i més endavant a la segona volta, contribuint que l'equip quedes en vuitena posició i es classifiqués per a la Copa de la Reina. El seu primer gol el va marcar el 9 de juny del 2008 a Copa de la Reina, de nou davant l'Irex Puebla.
A la temporada 2009-10 va alternar aparicions al primer equip amb el B, contribuint que el primer equip aconseguís la quarta posició a la Lliga i que el filial mantingués la categoria. Aquesta temporada va ser una de les tres finalistes del premi Futbol Draft a la seva posició.
A la temporada 2010-11 no va fer la pretemporada amb les seves companyes per estar disputant el Mundial sub-17 a Trinitat i Tobago, però un cop va tornar va entrar a formar part de les convocatòries del primer equip. Va disputar 22 dels 26 partits de la Superlliga i l'equip va concloure la temporada en cinquena posició i va assolir les semifinals de la Copa de la Reina.
A la temporada 2011-12 Antonio Contreras va cessar com a entrenador del club i Juanjo Carretero es va fer càrrec de l'equip. Amb tan sols 18 anys va ser nomenada capitana de l'equip, va disputar 33 dels 34 partits de lliga, competició en què el club va acabar sisè i va marcar 7 gols. Va guanyar el premi Futbol Draft per primera vegada.

A la temporada 2012-13 va rebre l'homenatge per part del club i l'afició per la seva participació al Campionat Europeu Sub 19. Va jugar els 30 partits de lliga, tant amb Juanjo Carretero com amb Jesús Núñez, que el va substituir. Van acabar la lliga en tercera posició. Va tornar a ser guardonada amb el premi Futbol Draft i el club va donar el premi a la jugadora més regular de la temporada.
| Temporades   | Equip              | Títols |
| ------------ | ------------------ | ------ |
| 07-08 - act. | Atlético de Madrid | 1 Copa |